# Hippodrome de Sha Tin

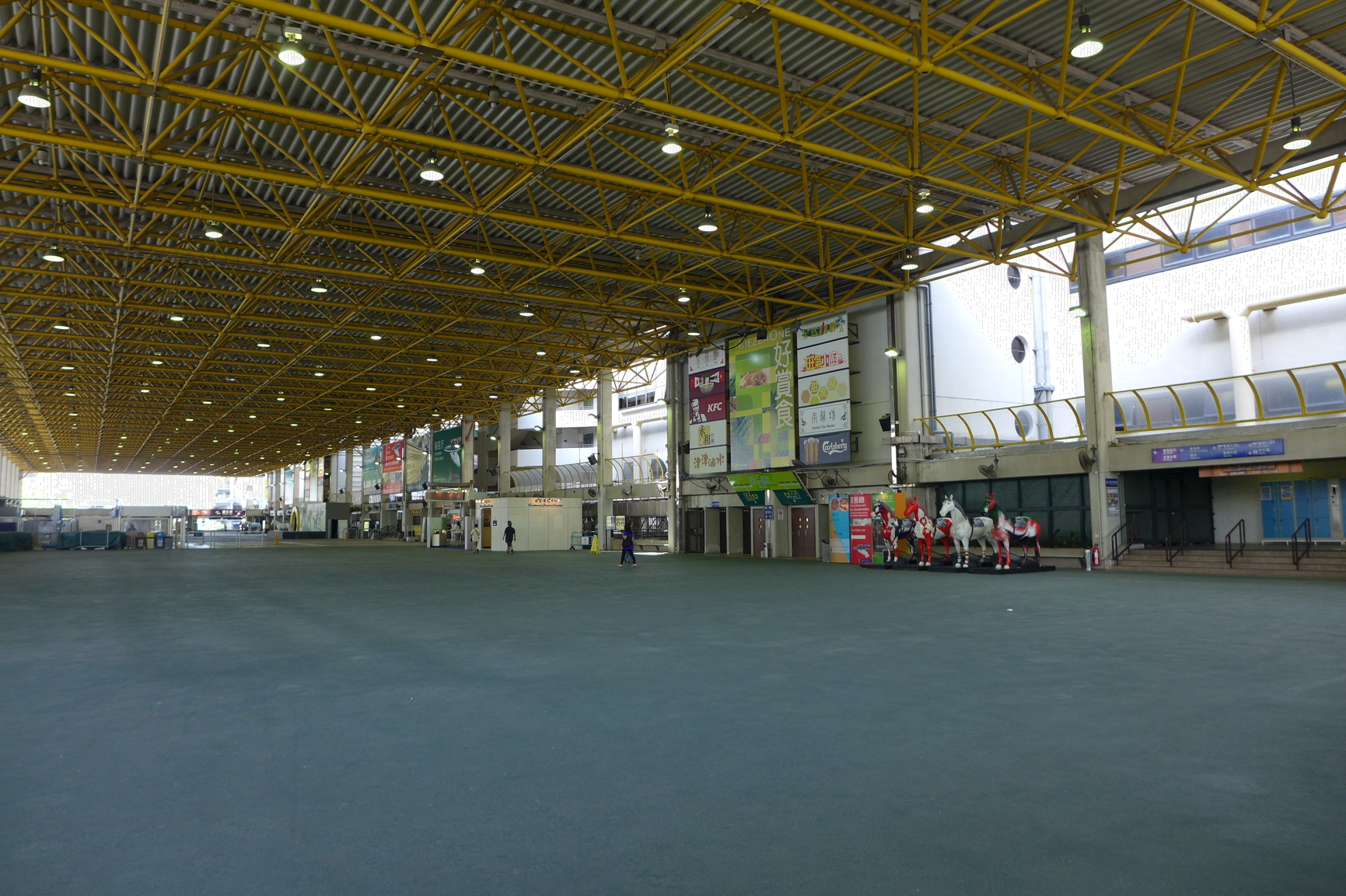
Le hall de l'hippodrome.

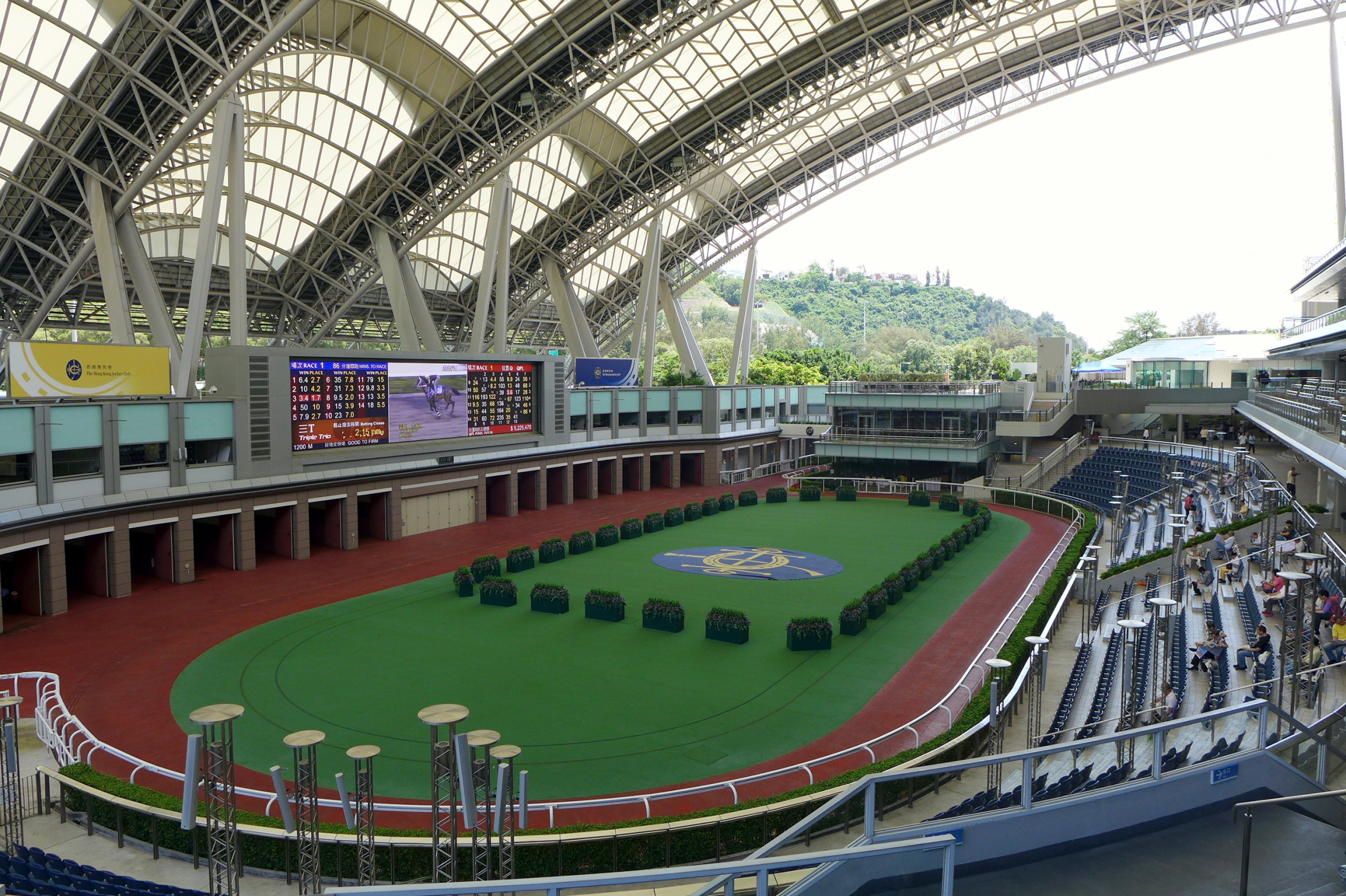
L'anneau de parade couvert.

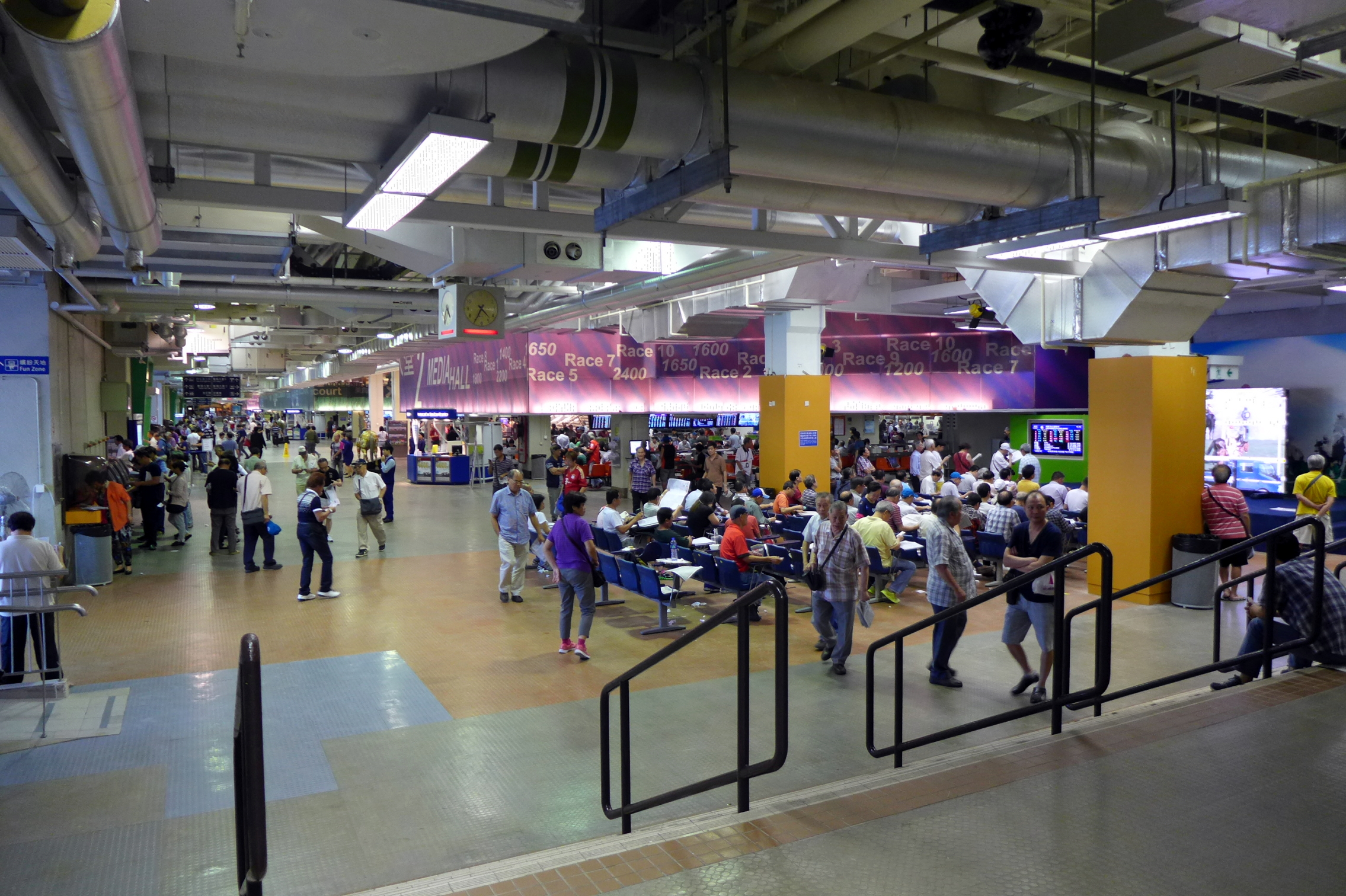
La salle des paris publiques au niveau 1.

L'hippodrome de Sha Tin (沙田馬場, Sha Tin Racecourse) est l'un des deux champs de courses hippiques de Hong Kong (avec celui de Happy Valley) situé dans les Nouveaux Territoires. Ouvert en 1978, sa capacité est de 85 000 places.
Au centre du champ de course se situe le parc Penfold (en). L'institut des sports de Hong Kong (en) siège juste au sud de l'hippodrome.
Michael Jackson avait prévu de se produire à l'hippodrome pendant sa tournée du Dangerous World Tour, ce qui aurait été le départ de la troisième étape, mais cela est annulé en raison de l'agenda chargé de la saison de courses.

## Histoire
Construit en 1978 sous l'administration de David Akers-Jones (en), alors secrétaire des Nouveaux Territoires, sur un terrain récupéré, il est le plus grand des deux champs de courses hippiques de Hong Kong. 
L'hippodrome accueille 474 courses par saison dont :
- - la Hong Kong Cup
  - le Hong Kong Mile
  - le Hong Kong Sprint
  - le Hong Kong Vase
  - la Hong Kong Stewards' Cup (en)
- la Coupe de la Reine Elizabeth II
- la Coupe du jubilé d'argent de l'hippodrome de Sha Tin
- le Trophée de sprint de Sha Tin

Le 9 septembre 2007, le champ de course de Sha Tin ouvre la saison avec un record de fréquentation de sa journée d'ouverture avec environ 60 000 personnes. Le Premier Secrétaire Henry Tang frappe le gong de cérémonie. Le Jockey Club de Hong Kong collecte 106 millions HK$ de paris (le chiffre le plus élevé depuis 2001). Les enfants des propriétaires de chevaux sont admis au milieu des protestations des groupes anti-jeux locaux. Sunny Power, conduit par Howard Cheng, remporte le trophée du 1 200 mètres.

## Infrastructures
Construit à l'origine avec une capacité de 35 000 personnes et une tribune, il peut désormais accueillir 85 000 personnes et deux tribunes. Il dispose également de 20 écuries pour une capacité de 1 260 chevaux.
De plus, il comprend :
- un hôpital équin
- un laboratoire de course
- une piscine équine
- un chemin de galop en bord de rivière

Spécifications de la piste:
- Gazon
  - Longueur : 430 mètres
  - Circonférence : 1 899 mètres
- Piste tous temps (Dirt)
  - Longueur : 380 mètres
  - Circonférence : 1 560 mètres

## Courses importantes
Groupe 1
- Courses internationales de Hong Kong (en) (décembre)
  - Hong Kong Cup
  - Hong Kong Mile
  - Hong Kong Sprint
  - Hong Kong Vase
- Triple couronne
  - Hong Kong Stewards' Cup (en) (janvier)
  - Hong Kong Gold Cup (en) (février)
  - Hong Kong Champions & Chater Cup (en) (mai)
- Centenary Sprint Cup (en) (janvier)
- Queen's Silver Jubilee Cup (en) (février)
- Derby de Hong Kong (en) (mars, depuis 1979)
- Coupe de la Reine Elizabeth II (avril)
- Champions Mile (mai)
- Chairman's Sprint Prize (en) (mai)

Groupe 3
- Ladies' Purse (en)

## Transports
L'hippodrome est desservi par la station Racecourse (en) du métro de Hong Kong. La station ne fonctionne que les jours de course. Il existe également plusieurs lignes de bus. L'une des lignes d'autobus de l'hippodrome, la KMB 872, connait en 2018 un accident de bus qui fait 19 morts (en).